# Mount Con Reid
Mount Con Reid är ett berg i Kanada.   Det ligger i provinsen British Columbia, i den sydvästra delen av landet, 3 700 km väster om huvudstaden Ottawa. Toppen på Mount Con Reid är 1 743 meter över havet, eller 346 meter över den omgivande terrängen. Bredden vid basen är 2,0 km.
Terrängen runt Mount Con Reid är huvudsakligen bergig, men åt nordost är den kuperad.Trakten runt Mount Con Reid är nära nog obefolkad, med mindre än två invånare per kvadratkilometer.. Det finns inga samhällen i närheten. 
I omgivningarna runt Mount Con Reid växer i huvudsak barrskog.